# 中山平温泉
中山平温泉（なかやまだいらおんせん）は、宮城県大崎市（旧国陸奥国、明治以降は陸前国）鳴子温泉郷にある温泉。大谷川畔に点在する。国民保養温泉地。

## 泉質
- 硫黄泉
- 食塩泉
- 重曹泉

炭酸水素イオン・炭酸イオンを多く含み、ぬるぬるした感触が得られるアルカリ度の高い湯が特徴で、その触感からうなぎ湯の異名を持つ。

### 地質
基盤は花崗岩類からなり、これらの上に不整合に発達した緑色凝灰岩系統のものがあり、更にその上に鳴子峡凝灰岩類などが不整合に重なり、これらを第四系が不整合に覆っている。段丘堆積物が広く分布し、その層厚は数メートルで、段丘堆積物の下位は湖成層と推定される凝灰岩質層が分布し、その層厚は50メートル以上であると推定される。

### 源泉
沸騰泉あるいは蒸気を伴う高温泉が多く、スケールの付着しやすい温泉の多いのも特長。源泉総数の70%近くが地温異常地帯（高温地帯）に集中している。
国道47号沿いに湧出する温度が100℃近くと高く蒸気を伴う沸騰泉でpH値も8.8〜9.4を示すアルカリ性泉の源泉群と、大谷川沿いの低地帯に湧出する32〜63℃の低温の濃度も希薄な源泉群との二群に分けて考えることができる。
大谷川北部の沸騰泉は、構造線に沿って上昇した熱流体が湖成層の弱線、亀裂に沿って分散し、地層中の地下水を蒸気化して亀裂、破砕帯に蓄積されたいわゆる断層線に沿う説に属するものと考えられる。陸羽東線南部の温泉は、帯水層中の地下水が熱せられ、温泉水として地層中を移動している層状温泉で、地下水の供給が多く、熱源から離れるに従って泉温の低下を来すものと推定される。
温泉水のベースは、高温、高圧のアルカリを伴った塩化水素ガスの火山性ガスから直接供給を受け、潟沼系マグマ水とは異質のもので、中山独特のものと考えられる。

## 温泉街
鳴子温泉郷の西の入り口に位置し、12軒の宿がある。国道47号沿いと、大谷川沿い、中山平温泉駅の3つのエリアに大別できる。
地熱が高く、鳴子温泉郷の中では最も湯量が多く。旅館以外でも温泉の利用が盛んである。

### 中山平温泉交流館「しんとろの湯」（公衆浴場）
国道47号沿いにある公衆浴場。2005年（平成17年）6月に開業した。源泉から木の樋で流すことにより自然冷却を行い、浴室に引き込んでいる。木の樋は合計で約200メートルの長さがあり、この間に自然冷却されて加水することなく源泉本来の「湯の良さ」を味わうことができる。
- 含硫黄－ナトリウム-炭酸水素塩・塩化物泉、低張性アルカリ性高温泉

### 白須の湯
国道47号沿いの旧ドライブイン付近は終戦直後頃までは窪地で、周辺を「白須の湯」と称していた。白色温泉沈殿物状の物質が地下からブツブツと湧出し、大部分は真白になって自然に沢の方に流出していた。一部は崖下付近から掻き上げて採取し、小判型状に造型して板上で乾燥し湯花として湯治客に販売をしていたという。
このような火山活動の名残を示す貴重な自然現象は、1947年（昭和22年）5月から開始された地熱開発事業試験の為のボーリング掘削により現在は見られなくなっている。

## 観光
渓谷沿いに紅葉の名所として知られる鳴子峡があり、秋には大勢の観光客が足を運ぶ。
春・山菜、中山駅前大桜
夏・新緑の鳴子峡、奥の細道、ゲンジボタルの生息する沼、ブルーベリー摘み
秋・紅葉の鳴子峡、奥の細道
冬・一面銀世界の鳴子峡

## 歴史
開湯は約300年前とされる。出羽街道沿いに玉造四駅（宿場）の一つである中山宿跡がある。
縄文時代の遺跡から土器や石器の出土が見られる。

### 中世
- 1395年（応永2年）：南原に花渕山相光寺が開山される[3]。

### 近世
- 1588年（天正16年）：大崎合戦。玉造地方をほぼ掌握した伊達政宗が大崎氏に対する山形最上氏の合力を嫌い氏家党に中山方面の警備を厳重にするよう指示している[4]。
- 1640年（寛永17年）：中山、焼石亦（東原）、星沼、西原、陣ヶ森の五カ所を新田場所に見立て、岩出山城主伊達宗敏に願い出て、1659年（万治2年）に至るまで、新田開発を行なった[5]。
- 1645-8年（正保年間）：鳴子村肝入（七代）遊佐平左衛門宣次が、中山宿の設置を願い出る[3]。この間に、南原に732間 (1,331m) の穴堰が築造された[5]。
- 1689年（元禄2年）5月14日：平泉から岩出山を経て出羽三山を目指す松尾芭蕉と弟子の曾良が通過している。
- 1759年（寛政7年）：松本庄六が温泉を発見し「星湯（ほしのゆ）」開湯[6]。蛇毒に効くとされ「蛇の湯（へびのゆ）」とも云われた[7]。
- 1853年（嘉永6年）：鳴子村大肝入遊佐甚之亟信孝が「遊佐大神碑」を中山宿に建立する[3]。

### 近代・現代
志賀直哉が父直温の購入した「熊沢銅山」を見に訪れた。
- 1910年（明治43年）8月13日：水害。現在地の対岸にあった「蛇の湯」で山崩れがあり、避難中の老幼男女79人が犠牲になった[9]。
- 1917年（大正6年）11月1日：陸羽東線中山平駅（なかやまだいらえき）開業。
- 1947年（昭和22年）：塩田岩治氏率いる株式会社利根ボーリング（現株式会社東亜利根ボーリング）が地熱開発事業のボーリング試験地として、中山を選定する[10]。 大谷川に面した最低地に中山地区1号地、2号地を掘削した。10号地まで記述がある。蒸気には温泉が多く混じり、いわゆる「蒸気泉」だった。当時は電力が引き込めなかったため、小川の水を温泉熱で加熱して作った蒸気で小型のスチームエンジンを運転し、2~3馬力発電を行い、夜間も電灯で作業場を照らし作業を行なっていた。
- 1959年（昭和35年）10月1日：「奥鳴子・川渡温泉郷」として、川渡温泉、鬼首温泉とともに国民保養温泉地に指定[1]。
- 2005年（平成17年）6月：中山平温泉交流館「しんとろの湯」が開業。
- 2011年（平成23年）：東日本大震災の宮城県沿岸部被災者の二次避難先として受け入れ[1]。

## アクセス
- 鉄道：陸羽東線中山平温泉駅より徒歩約15分。
- 鉄道：陸羽東線鳴子温泉駅より車で10分。